# Scottie Scheffler
Scottie Scheffler (født 21. juni 1996) er en professionel amerikansk golfspiller.

## Karriere
Scheffler blev professionel i 2018. Han har vundet 11 turneringer på PGA Touren, herunder US Masters to gange (2022, 2024) og PGA Championship 2025. I 2024 vandt han guld ved sommer-OL 2024 efter at have skød en finalerunde på 62 (ni under par) og sluttet med i alt nitten under par.